# Лангеваль
Лангеваль (нем. Langewahl) — община в Германии, в земле Бранденбург. 
Входит в состав района Одер-Шпре. Подчиняется управлению Шармютцельзе.  Население составляет 820 человек (на 31 декабря 2010 года). Занимает площадь 13,27 км².